# Elaeagnus pyriformis
Elaeagnus pyriformis là một loài thực vật có hoa trong họ Elaeagnaceae. Loài này được Hook.f. mô tả khoa học đầu tiên năm 1886.